# Автомобилен радиатор
Автомобилен радиатор е важна част от двигателя с вътрешно горене. Предназначението му е да охлажда до известна степен нагрятата във водната риза на двигателя охладителна течност. Чрез радиатора става топлообмен между течността и атмосферния въздух.
Представлява тръбно-пластинчата сърцевина, която се състои от множество тънкостенни месингови тръбички с елипсовидно или кръгло сечение, свързани в краищата си към две резервоарчета. За увеличаване на охладителната площ, върху тръбичките са надянати голям брой тънки месингови или алуминиеви пластинки.